# Huia modiglianii
Huia modiglianii es una especie  de anfibios de la familia Ranidae.

## Distribución geográfica
Es endémica del norte de la isla de Sumatra.

## Estado de conservación
Se encuentra amenazada por la pérdida de su hábitat natural.